# Waluigi
Waluigi (japonsky: ワルイージ) je fiktivní postava vystupující ve videohrách japonské firmy Nintendo. Vyskytuje se převážně ve spin-offech ságy Super Mario. Wario a Waluigi byli vytvořeni jako záporní protějšci bratrů Maria a Luigiho. Waluigiho typický znak (Γ) je převrácené L, což je znak Mariova bratra Luigiho.
Waluigi je obvykle oblečen ve fialovém (až na jeho modré kalhoty) a nosí čepici s jeho charakteristickým znakem Γ.
Postava Waluigiho se stala též internetovým memem.

Γ, typický znak Waluigiho

## Seznam her s Waluigim
- Mario Tennis - (2000) (N64)
- Mario Party 3 - (2001) (N64)
- Super Smash Bros. Melee - (2001) (GameCube)
- Mario Party 4 - (2002) (GameCube)
- Game and Watch Gallery 4 - (2002) (Game Boy Advance)
- Mario Golf: Toadstool Tour - (2003) (GameCube)
- Mario Kart: Double Dash!! - (2003) (GameCube)
- Mario Party 5 - (2003) (GameCube)
- Mario Power Tennis - (2004) (GameCube)
- Mario Golf: Advance Tour - (2004) (Game Boy Advance)
- Mario Party 6 - (2004) (GameCube)
- Mario Superstar Baseball - (2005) (GameCube)
- Mario Kart DS - (2005) (Nintendo DS)
- Mario Party Advance - (2005) (Game Boy Advance)
- Mario Tennis: Power Tour - (2005) (Game Boy Advance)
- Dance Dance Revolution: Mario Mix - (2005) (GameCube)
- Super Mario Strikers - (2005) (GameCube)
- Mario Party 7 - (2005) (GameCube)
- Mario Slam Basketball - (2006) (Nintendo DS)
- Mario Party 8 - (2007) (Wii)
- Mario Strikers Charged - (2007) (Wii)
- Mario & Sonic at the Olympic Games - (2007) (Nintendo DS, Wii)
- Mario Party DS - (2007) (Nintendo DS)
- Super Smash Bros. Brawl - (2008) (Wii)
- Mario Kart Wii - (2008) (Wii)
- Mario Super Sluggers - (2008) (Wii)
- Mario & Sonic at The Olympic Winter Games - (2009) (Nintendo DS, Wii)
- Mario & Sonic at The London 2012 Olympic Games - (2011-2012) (Wii, Nintendo 3DS)
- Mario Party 9 - (2012) (Wii)
- Mario Party Island Tour - (2013) (Nintendo 3DS)
- Mario Kart 8 - (2014) (Wii U)
- Super Smash Bros. para Nintendo 3DS y Wii U - (2014) (Wii U, Nintendo 3DS)
- Mario Party 10 - (2015) (Wii U)
- Super Mario Maker - (2015) (Wii U)
- Mario Kart 8 Deluxe - (2017) (Nintendo Switch)
- Super Mario Odyssey - (2017) (Nintendo Switch)
- Mario Party: The Top 100 - (2017) (Nintendo 3DS)
- Mario Tennis Aces - (2018) (Nintendo Switch)
- Super Mario Party - (2018) (Nintendo Switch)
- Super Smash Bros. Ultimate - (2018) (Nintendo Switch)
- Mario Kart Tour - (2019) (Android, iOS)[1]